# 十文字本線料金所
十文字本線料金所（じゅうもんじほんせんりょうきんじょ）は、秋田県横手市十文字町にある東北中央自動車道（湯沢横手道路）の本線料金所である。
湯沢IC以南が無料区間であるため、十文字IC南側の本線上に設置された。秋田自動車道の横手IC、十文字ICから湯沢IC方面への車はここで料金を精算し、湯沢IC方面からのETC車以外は通行券を受け取る。2015年（平成27年）の入出台数は1,464,314台であった。

## 料金所
ブース数：4

### 入口
- ブース数：2
  - ETC専用：1
  - 一般：1

### 出口
- ブース数：2
  - ETC専用：1
  - 一般：1

## 隣
E13 東北中央自動車道（湯沢横手道路）
湯沢IC - 十文字TB - 十文字IC - (3)横手IC